# Markus Eisenbichler
Markus Eisenbichler, nekdanji nemški smučarski skakalec, * 3. april 1991, Siegsdorf, Nemčija.

## Kariera

### Svetovno prvenstvo v nordijskem smučanju 2017
Svojo prvo medaljo z velikih tekmovanj je osvojil leta 2017, ko je na Svetovnem prvenstvo osvojil bronasto posamično medaljo in zlato medaljo na mešani ekipni tekmi. 

### Svetovno prvenstvo v nordijskem smučanju 2019
Dve leti kasneje je v Innsbrucku osvojil naslov svetovnega prvaka na veliki skakalnici. Dan kasneje je bil član nemške ekipe (Karl Geiger, Richard Freitag in Stephan Leyhe), ki je osvojila še zlato ekipno medaljo.

## Dosežki v svetovnem pokalu

### Skupni seštevek
| Sezona  | Dosežki v svetovnem pokalu | Dosežki v svetovnem pokalu | Dosežki v svetovnem pokalu | Dosežki v svetovnem pokalu | Dosežki v svetovnem pokalu | Dosežki v svetovnem pokalu | Dosežki v svetovnem pokalu |
| Sezona  | Skupni seštevek            | Smučarski poleti           | Novoletna turneja          |                            |                            |                            |                            |
| 2011-12 | 71                         | –                          | 54                         |                            |                            |                            |                            |
| 2013-14 | 44                         | –                          | 59                         |                            |                            |                            |                            |
| 2014-15 | 15                         | 14                         | 50                         |                            |                            |                            |                            |
| 2015-16 | 39                         | 25                         | 63                         |                            |                            |                            |                            |
| 2016-17 |                            |                            | 7                          |                            |                            |                            |                            |